# Grameen Bank
Grameen Bank (czyt. gramin bank, beng. গ্রামীণ ব্যাংক) – założona przez Muhammada Yunusa instytucja finansowa przyznająca tzw. mikrokredyty najbiedniejszym mieszkańcom krajów rozwijających się.
W dniu 13 października 2006 roku Grameen Bank oraz jego twórca Muhammad Yunus otrzymali Pokojową Nagrodą Nobla „za wysiłek na rzecz stworzenia warunków do ekonomicznego i społecznego rozwoju od podstaw”. W uzasadnieniu Komitet Noblowski napisał „Znalezienie przez duże grupy społeczne sposobów na wyrwanie się z biedy jest niezbędne do osiągnięcia trwałego pokoju. Mikrokredyt jest jednym z takich sposobów. Rozwój od podstaw służy ponadto rozwojowi demokracji i praw człowieka”.
Nagroda ta stanowiła wyraz uznania i poparcia dla wyznawanej przez Muhammada Yunusa tezy, że ubóstwo stanowi zagrożenie dla pokoju. Przez 30 lat pracy wypracował metodologię mikrokredytu, która zwiększa szanse osób ubogich na wyjście z biedy.

## Historia
Projekt Grameen Bank został uruchomiony we wsi Jobra w Bangladeszu w roku 1976. W 1983 roku został przekształcony w instytucję bankową na mocy ustawy uchwalonej specjalnie w tym celu. Akcjonariuszami banku w 95% zostali wierzyciele, 5% akcji zostało objętych przez państwo.
Według stanu na listopad 2008, Grameen Bank:
- działa poprzez sieć 2536 filii obejmujących swoim zasięgiem 83 415 miejscowości Bangladeszu. Każda filia finansuje swoją działalność z pozyskanych depozytów;
- udzielił pożyczek łącznej liczbie 7,65 mln pożyczkobiorców;
- przez cały okres swojego działania, bank udzielił pożyczek w łącznej wysokości 7,52 mld USD, zaś kwota aktualnie udzielonych i niespłaconych pożyczek wynosi 638,16 mln USD;
- udziela pożyczek ze zgromadzonych depozytów, z których ponad 54% pochodzi od pożyczkobiorców. Wskaźnik depozyty/kredyty wynosi 134%. Od roku 1998 bank zaprzestał finansowania działalności kredytowej z zewnętrznych źródeł [od instytucji];
- osiąga znakomity wskaźnik spłaconych kredytów na poziomie 98%;
- od roku 1984 osiąga co roku zysk [z wyjątkiem lat 1991, 1992];
- w roku 2007 bank przeznaczył 20% wypracowanego zysku na dywidendę dla akcjonariuszy; został też utworzony fundusz stabilizacyjny aby zapewnić wypłaty dywidendy w podobnej wysokości w latach przyszłych;
- 97% pożyczkobiorców stanowią kobiety.

## Filozofia działania
Muhammad Yunus definiuje „mikrokredyt” jako kredyt udzielany przez Grameen Bank na następujących zasadach:
- kredyt jest prawem człowieka („human right”); nie można odmówić kredytu z tego powodu, że ktoś jest zbyt biedny;
- jego celem jest pomoc biednym rodzinom aby mogły pomóc same sobie w przezwyciężeniu ubóstwa. Oferta jest adresowana do osób ubogich, zwłaszcza kobiet;
- nie jest udzielany w oparciu o pisemne umowy, procedury prawne czy zabezpieczenia – podstawą jest zaufanie;
- jest oferowany w celu samozatrudnienia lub podjęcia działalności zarobkowej przez osoby ubogie, nie może być wykorzystany na cele konsumpcyjne;
- pożyczki udzielane są przez organizacje non-profit lub instytucje finansowe posiadane głównie przez ubogich. W przypadku instytucji finansowych, których akcjonariuszami nie są pożyczkobiorcy, oprocentowanie kredytów utrzymywane jest na poziomie, który ma zapewnić przede wszystkim trwałość programu, raczej niż zyski inwestorom. Grameen Bank stara się utrzymywać oprocentowanie kredytów na poziomie zbliżonym do oprocentowania w sektorze banków komercyjnych; rynkowa stopa oprocentowania jest traktowana jako stopa referencyjna. Nienegocjowalną misją banku pozostaje udzielanie pomocy ubogim – aby sprostać temu zadaniu, bank musi działać w sposób zapewniający długofalową stabilność i możliwość pozyskiwania środków na rynku;
- Grameenkredyt promuje budowanie kapitału społecznego – dlatego też tworzone są grupy i centra; rozwój umiejętności przywództwa – stąd też coroczny wybór liderów grup oraz wybór członków zarządów spośród pożyczkobiorców; rozwój kapitału ludzkiego i ochronę środowiska; wspiera ochronę zdrowia, rozwój edukacji i udostępnianie nowych możliwości technicznych;
- odpowiedzialność społeczna – bank promuje wśród swoich klientów podejmowanie celów w dziedzinie społecznej, edukacyjnej i zdrowotnej. Zasady te [tzw. „szesnaście decyzji”] dotyczą spraw podstawowych dla lokalnej społeczności, np. nieprzyjmowanie posagu od rodziny panny młodej, zapewnienie dzieciom edukacji, budowanie higienicznych toalet, sadzenie drzew, jedzenie dużej ilości warzyw dla celów zdrowotnych, zapewnienie czystej wody pitnej w każdym domu.

Mikrokredyt był zaprojektowany jako wyzwanie dla tradycyjnych banków, które osoby biedne klasyfikują jako nie posiadające zdolności kredytowej. W efekcie Grameen Bank stworzył własną metodologię prowadzenia działalności kredytowej.
Grameen Bank bazuje na założeniu, że ludzie biedni posiadają umiejętności, które nie są wykorzystywane. Stoi na stanowisku, że ubóstwo nie jest wytworem ludzi biednych, ale jest kreowane przez instytucje i ich polityki działania. Aby wyeliminować ubóstwo, musimy wprowadzić zmiany do sposobów działania instytucji oraz/lub stworzyć nowe. Grameen Bank uważa ponadto, że działalność charytatywna nie jest odpowiedzią na ubóstwo, gdyż przedłuża trwanie biedy, tworzy relację zależności i odbiera inicjatywę osobom indywidualnym do walki w biedą. Właściwą odpowiedzą na ubóstwo jest wyzwalanie własnej energii i kreatywności.
Bank Grameen udostępnił środki finansowe osobom biednym, kobietom, analfabetom, ludziom, którzy twierdzili że nie wiedzą jak inwestować pieniądze i osiągnąć dochód. Bank stworzył własną metodologię i instytucję wokół potrzeb finansowych ubogich, umożliwił dostęp do kredytów na rozsądnych warunkach, dzięki czemu biedni mogli zacząć budować na własnych umiejętnościach, aby z każdym cyklem pożyczki zarabiać więcej.

## Zasady działania
- bank przychodzi do klienta – środki są wypłacane w domu pożyczkobiorcy, pracownicy banku działają w określonych miejscowościach, znają pożyczkobiorców i są w stanie pomóc im wybrać priorytety działania. Jedna filia banku działa na obszarze 15-22 wiosek;
- aby uzyskać pożyczkę, wnioskodawca musi dołączyć do grupy co najmniej 5 pożyczkobiorców. Są to nieformalne grupy wsparcia, których członkowie najczęściej znają się z wioski i mają do siebie zaufanie. W każdej nowej grupie kredyt jest udzielany jednej lub dwóm osobom po okresie zapoznania z filozofią działania banku i przyswojeniem reguł społecznych. Dopiero gdy pierwsi pożyczkobiorcy spłacają otrzymane środki, po okresie około 2 miesięcy pożyczkę mogą otrzymać pozostali członkowie grupy;
- pierwsza pożyczka jest udzielana na działania mające przynieść dochód (według wyboru pożyczkobiorcy) oraz w takiej wysokości, by mógł ją spłacić;
- pożyczki mogą być wypłacane sekwencyjnie. Po spłaceniu jednej pożyczki, może być udzielona kolejna;
- pożyczki podlegają spłacie w ratach cotygodniowych lub dwutygodniowych;
- pożyczkobiorca może otrzymać więcej niż jedną pożyczkę w danym czasie;
- udzielenie pożyczki jest powiązane z przystąpieniem do obowiązkowego oraz dobrowolnego programu oszczędzania, jednakże udzielenie kredytu nie jest uwarunkowane posiadaniem oszczędności;
- Grameen Bank nalicza odsetki zwykłe od kwoty niespłaconego kapitału;
- poszczególne produkty kredytowe mają różne oprocentowanie, np. na podjęcie działalności zarobkowej – 16% w skali roku; na cele mieszkaniowe – 8% w skali roku. Maksymalne oprocentowanie wynosi 20% rocznie;
- pożyczkobiorcy podlegają monitorowaniu według prostych procedur;
- złe długi – w przypadku gdy pożyczkobiorca zalega ze spłatą rat, bank nie stosuje windykacji w sposób podobny do banków komercyjnych, możliwa jest natomiast zmiana harmonogramu spłaty. Zasadą jest, że kwota odsetek od otrzymanej pożyczki nigdy nie może przekroczyć kwoty samej pożyczki, niezależnie od długości okresu spłaty;
- ubezpieczenie spłaty pożyczki – w przypadku śmierci pożyczkobiorcy spłata zadłużenia następuje z funduszu utworzonego z odsetek od depozytów pożyczkobiorcy zgromadzonych na rachunku oszczędnościowym. Depozyt w wysokości 3% pożyczki jest ustanawiamy w chwili udzielenia pożyczki i musi być utrzymywany w takiej kwocie w okresie kredytowania. Małżonek zmarłego pożyczkobiorcy może przejąć nadwyżkę kwoty wypłaconej z ubezpieczenia, może też ubiegać się o nową pożyczkę, nie obciąża go/jej dług zmarłego;
- ubezpieczenie pożyczkobiorców na życie – w przypadku śmierci pożyczkobiorcy, jego/jej rodzina otrzymuje środki z funduszu ubezpieczenia, które bank oferuje bezpłatnie swoim akcjonariuszom;
- wyróżniające się filie Grameen Bank są odznaczane gwiazdkami za najlepsze wyniki w pięciu kategoriach. Ideałem jest osiągnięcie statusu filii 5-gwiazdkowej:

a) wskaźnik 100% spłaconych pożyczek,
b) osiągnięcie zysku z prowadzonej działalności,
c) finansowanie działalności w całości ze zgromadzonych depozytów i przychodów własnych,
d) zapewnienie edukacji 100% dzieci z rodzin klientów filii,
e) przekroczenie progu ubóstwa przez wszystkie rodziny klientów filii.

### Rodzaje finansowania
Pożyczki na cele mieszkaniowe
Od roku 1984 w ofercie banku znajdują się pożyczki na cele mieszkaniowe. Maksymalna kwota pożyczki wynosi równowartość 218 USD, podlega spłacie w cotygodniowych ratach przez okres 5 lat. Oprocentowanie pożyczki wynosi 8% rocznie. Ze środków banku dotychczas wybudowano 664 087 nowych domów.
Pożyczki telekomunikacyjne
Zostało udzielonych dotychczas 353 206 pożyczek na zakup telefonów komórkowych, które są obecnie wykorzystywane do świadczenia płatnych usług telekomunikacyjnych w około połowie wsi w Bangladeszu, gdzie usługi te były dotychczas nieosiągalne.
Pożyczki na cele mikroprzedsiębiorstwa
Większe kwoty pożyczek udzielane są klientom banku, którzy relatywnie lepiej niż inni wykorzystują możliwości rynkowe i bardziej dynamicznie rozwijają własną działalność gospodarczą (mikroprzedsiębiorstwa). Pożyczki takie dotychczas otrzymało ponad 1,6 mln osób. Nie ma limitu kwoty pożyczki, dotychczas średnia kwota wyniosła 347,87 USD, zaś maksymalna – 17 500 USD na zakup ciężarówki. Pożyczki takie najczęściej są przeznaczane na zakup narzędzi, sprzętu i pojazdów dla potrzeb wykonywanej działalności.
Stypendia
Co roku najlepsi uczniowie – dzieci z rodzin będących klientami banku – otrzymują stypendia ze środków banku, mające stanowić zachętę dla ich dalszego rozwoju. Ze stypendiów dotychczas skorzystało 69 990 dzieci.
Pożyczki edukacyjne
Uczniowie osiągający poziom edukacji uniwersyteckiej mogą ubiegać się o pożyczkę na cele edukacji. Skorzystało z nich dotychczas 30 109 studentów, finansując czesne, pomoce naukowe i utrzymanie w trakcie studiów.
Pożyczki dla bezdomnych/żebraków
Grameen Bank udziela pożyczek bezdomnym w celu ułatwienia im znalezienia sposobu na godne życie, zapewnienia edukacji dzieciom oraz umożliwienia dostępu do innych form finansowania ze środków banku. Dla bezdomnych zostały stworzone odmienne zasady udzielania i obsługi pożyczek:
- pożyczki są nieoprocentowane;
- dłuższy czas kredytowania pozwala na zmniejszenie cotygodniowej raty pożyczki;
- bezdomni są objęci (bezpłatnie) ubezpieczeniem na życie i ubezpieczeniem spłaty pożyczki;
- każdy bezdomny korzystający z pożyczki Grameen Bank otrzymuje plakietkę z logo banku – jako swoistą rękojmię ze strony banku;
- pożyczkobiorcy nie są zmuszani do tego, by przestać żebrać, ale są nakłaniani do podjęcia działań, które przyniosą im dochód [np. sprzedaż obnośna];
- inni pożyczkobiorcy oraz filie banku są zachęcane do tego, by objąć patronat nad bezdomnymi pożyczkobiorcami.

### Działalność na świecie
W ramach sieci Grameen Bank działa kilkadziesiąt spółek, z których znaczną większość stanowią niezależne podmioty gospodarcze nie powiązane kapitałowo ani osobowo z bankiem. Niemniej jednak sam bank utworzył holding, którego spółki realizują wybrane przedsięwzięcia. Holding skupia m.in.:
- Grameen Kalyan – fundusz rozwoju społecznego, który inwestując odsetki od środków otrzymanych od sponsorów upowszechnia wśród klientów banku idee edukacji, zdrowia, techniki,
- fundusz emerytalny – w ramach funduszu każdy klient musi zaoszczędzić choćby niewielką kwotę co miesiąc przez okres 10 lat. Po upływie tego okresu otrzymuje środki w podwójnej wysokości.

Pełna lista spółek należących do sieci Grameen znajduje się na stronie internetowej banku.

### Opinie

#### Pozytywna
Bank rozwinął swoją działalność głównie w krajach o wysokim stopniu ubóstwa i udziela pomocy finansowej osobom, które z racji braku dochodów (lub ze względu na ich niski poziom) nie uzyskują finansowania z tradycyjnych banków. Bank udziela pomocy na warunkach lepszych niż pożyczki typu kredyt konsumencki oferowane na rynku kredytów subprime.
Skuteczność takiej filozofii działania wobec najuboższych potwierdziły badania przeprowadzone przez Bank Światowy na początku lat 90 XX w. na rodzinach objętych mikrofinansowaniem. Wykazały one, że wydatki na konsumpcję w tych rodzinach wzrosły o 18% oraz że dzięki uzyskanej pomocy finansowej i uruchomieniu działalności własnej, co roku 5% rodzin przekraczało próg ubóstwa. Na Filipinach wyniki wskazywały na przekroczenie progu ubóstwa łącznie przez 22% rodzin objętych mikrokredytami, podczas gdy próg ten przekroczyło zaledwie 2% rodzin nie uzyskujących takiego wsparcia. Podobne badania były prowadzone na wielu rynkach krajowych i według różnych kryteriów – wszystkie wykazywały dużą skuteczność mikrokredytów we wspieraniu aktywnego przeciwdziałania ubóstwu.

#### Negatywna
Przykłady negatywnych efektów pożyczki w Grameen Bank, jak i krytyka postępowania instytucji jest zawarta w filmie dokumentalnym Fanget i mikrogjeld produkcji Norsk Rikskringkasting. Idea Yusufa Muhammada i zasady działania Grameen Bank mogą być traktowane z jednej strony jako utopia, a z drugiej – jako zawoalowana humanitarnymi ideami chęć osiągania zysków na niewiedzy kredytobiorców. Ze względu na częsty analfabetyzm i niemożliwe przez kredytobiorców zrozumienie umowy kredytowej oraz wysokie oprocentowanie >60% pożyczka zamiast wyciągać z ubóstwa pogłębia je.
Niepłacenie rat powoduje naciski: pobicia, groźby, a nawet zajęcie domu.
Według badań zaledwie pięciu rodzinom na 60 udaje się polepszyć swoje życie. 2/3 rodzin nie zauważa zmiany, a standard życia pozostałej części uległ pogorszeniu. Thomas Ditcher przeprowadził na ten temat badania trwające kilkanaście lat. Wynika z nich, że tylko niewielkiej części udaje się efektywnie wykorzystać środki. U większości ludzi pożyczki znacznie utrudniły życie pożyczkobiorcom.
Grameen Bank skutecznie unika płacenia podatków posługując się kreatywną księgowością.
Firma chwali się tysiącami klientów, którym udało się polepszyć komfort życia, jednocześnie unikając podania liczby klientów (których szacuje się w milionach), którym komfort życia po zaciągnięciu kredytu znacznie się pogorszył.